# Bloomfield (Vermont)
Bloomfield ist eine Town im Essex County im US-Bundesstaat Vermont. Sie hatte bei der letzten Volkszählung im Jahr 2020 insgesamt 217 Einwohner. Es ist Teil der Berlin Micropolitan Statistical Area.

## Geografie

### Geografische Lage
Bloomfield liegt im Nordosten des Essex Countys, am Westufer des Connecticut Rivers nicht weit von der Grenze zu Kanada. Der Nulhegan River durchfließt im Süden die Town in östlicher Richtung und mündet in der südöstlichen Spitze der Town in den Connecticut River, zudem gibt es weitere kleine Bäche, die im Nulhegan River oder im Connecticut River münden. Es gibt keine Seen auf dem Gebiet der Town. Die Oberfläche ist hügelig, die höchste Erhebung ist der 617 m hohe Potash Mountain der westlich des Bloomfield Town Forests liegt.

### Nachbargemeinden
Alle Entfernungen sind als Luftlinien zwischen den offiziellen Koordinaten der Orte aus der Volkszählung 2010 angegeben.
- Norden: Averill, 5,1 km
- Nordosten: Lemington, 6,3 km
- Osten: Columbia, 14,2 km
- Südosten: Stratfort, 13,0 km
- Süden: Brunswick, 5,8 km
- Westen: Lewis, 11,6 km

### Klima
Die mittlere Durchschnittstemperatur in Bloomfield liegt zwischen −11,7 °C (11 °Fahrenheit) im Januar und 18,3 °C (65 °Fahrenheit) im Juli. Damit ist der Ort gegenüber dem langjährigen Mittel der USA um etwa 9 Grad kühler. Die Schneefälle zwischen Mitte Oktober und Mitte Mai liegen mit mehr als zwei Metern etwa doppelt so hoch wie die mittlere Schneehöhe in den USA. Die tägliche Sonnenscheindauer liegt am unteren Rand des Wertespektrums der USA, zwischen September und Mitte Dezember sogar deutlich darunter.

## Geschichte
Bloomfield wurde am 29. Juni 1762 mit einer Fläche von 23.040 acres (etwa 93 km²) als einer der New Hampshire Grants durch Benning Wentworth unter dem Namen Minehead gegründet. Der Grant ging an eine Gruppe von Bewohnern Connecticuts, die an diesem Tag ebenfalls Grants für die benachbarten Towns Averill, Lemington und Lewis erhielten. Der Name stammte von Minehead in England, von wo viele der Begünstigten des Grants stammten. Die Besiedlung startete vor 1800, jedoch verlief sie sehr zögerlich. Im Jahr 1830 wurde der Name durch die Legislative von Vermont auf Antrag der Bewohner in Bloomfield geändert.
Die Bevölkerungsentwicklung von Bloomfield unterlag immer großen Schwankungen. Sie erreichte ihre höchsten Zahlen als viele der Bewohner Arbeit in der Holzwirtschaft und den Betrieb von Mühlen der Nulhegan Lumber Company fanden. Heute findet sich in Bloomfield nur noch eine Siedlung im Süden, an der Kreuzung der Vermont Routes 105 und 102.

### Einwohnerentwicklung
| Volkszählungsergebnisse – Town of Bloomfield, Vermont | Volkszählungsergebnisse – Town of Bloomfield, Vermont | Volkszählungsergebnisse – Town of Bloomfield, Vermont | Volkszählungsergebnisse – Town of Bloomfield, Vermont | Volkszählungsergebnisse – Town of Bloomfield, Vermont | Volkszählungsergebnisse – Town of Bloomfield, Vermont | Volkszählungsergebnisse – Town of Bloomfield, Vermont | Volkszählungsergebnisse – Town of Bloomfield, Vermont | Volkszählungsergebnisse – Town of Bloomfield, Vermont | Volkszählungsergebnisse – Town of Bloomfield, Vermont | Volkszählungsergebnisse – Town of Bloomfield, Vermont |
| Jahr                                                  | 1800                                                  | 1810                                                  | 1820                                                  | 1830                                                  | 1840                                                  | 1850                                                  | 1860                                                  | 1870                                                  | 1880                                                  | 1890                                                  |
| ----------------------------------------------------- | ----------------------------------------------------- | ----------------------------------------------------- | ----------------------------------------------------- | ----------------------------------------------------- | ----------------------------------------------------- | ----------------------------------------------------- | ----------------------------------------------------- | ----------------------------------------------------- | ----------------------------------------------------- | ----------------------------------------------------- |
| Einwohner                                             | 27                                                    | 144                                                   | 132                                                   | 150                                                   | 179                                                   | 244                                                   | 320                                                   | 455                                                   | 627                                                   | 827                                                   |
| Jahr                                                  | 1900                                                  | 1910                                                  | 1920                                                  | 1930                                                  | 1940                                                  | 1950                                                  | 1960                                                  | 1970                                                  | 1980                                                  | 1990                                                  |
| Einwohner                                             | 504                                                   | 496                                                   | 382                                                   | 417                                                   | 326                                                   | 291                                                   | 212                                                   | 196                                                   | 188                                                   | 253                                                   |
| Jahr                                                  | 2000                                                  | 2010                                                  | 2020                                                  | 2030                                                  | 2040                                                  | 2050                                                  | 2060                                                  | 2070                                                  | 2080                                                  | 2090                                                  |
| Einwohner                                             | 261                                                   | 221                                                   | 217                                                   |                                                       |                                                       |                                                       |                                                       |                                                       |                                                       |                                                       |

## Wirtschaft und Infrastruktur

### Verkehr

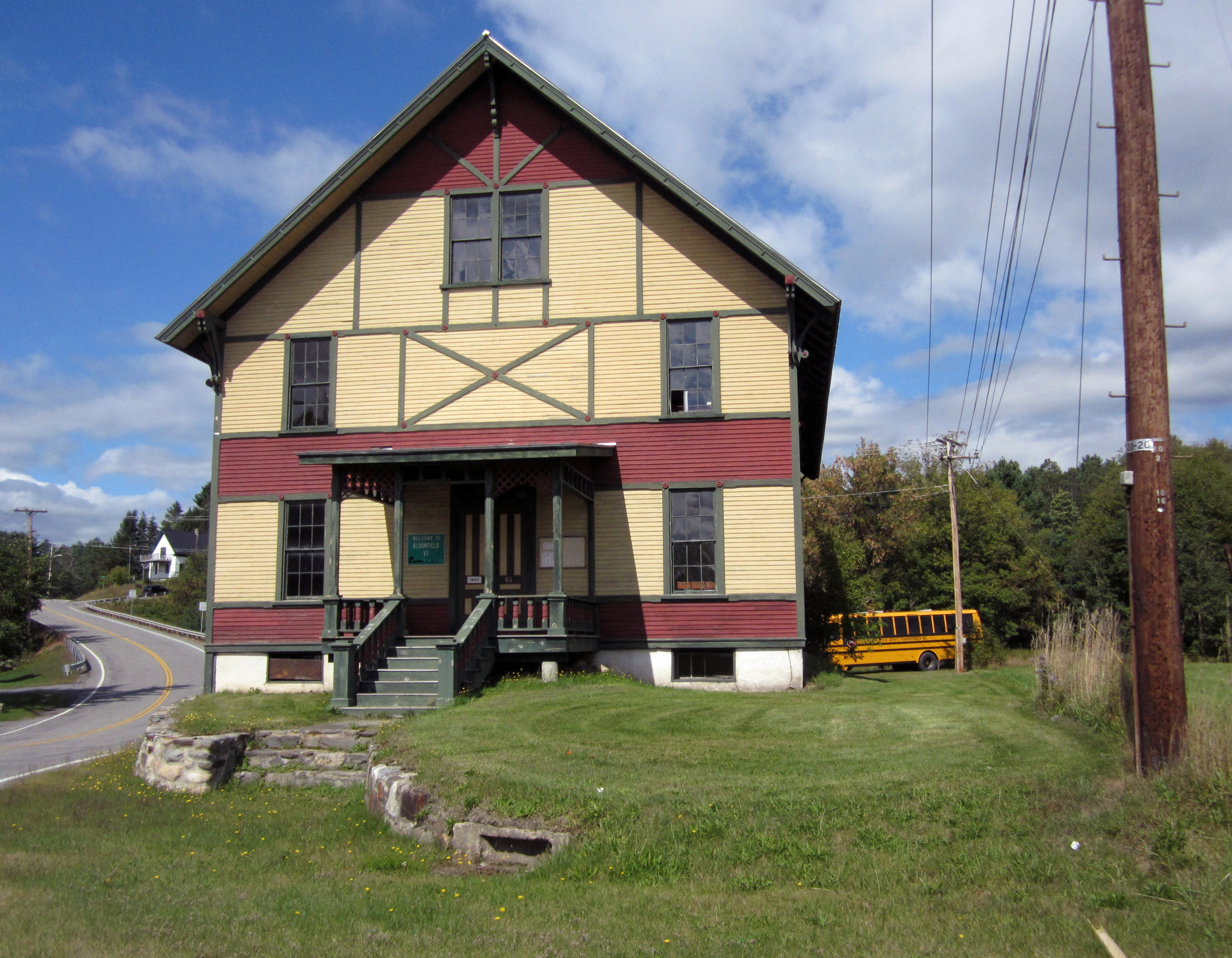
Old Town Hall

In nördlicher Richtung verläuft Vermont State Route 102 entlang der östlichen Grenze der Town. Sie folgt dem Verlauf des Connecticut Rivers. Im Süden folgt die Vermont State Route 105 dem Verlauf des Nulhegan Rivers.

### Öffentliche Einrichtungen
Das North Country Hospital & Health Care in Newport ist das nächstgelegene Krankenhaus für die Bewohner der Town.

### Bildung
Bloomfield gehört mit Brunswick, Canaan, Lemington und Norton zur Essex North Supervisory Union.
In Bloomfield gibt es keine Schule und keine weiteren infrastrukturelle Einrichtungen neben der Town Hall. Diese stehen in benachbarten Gemeinden zur Verfügung. Die nächste Schule und Bibliothek befindet sich in Canaan.